# 川内亀岡町
川内亀岡町（かわうちかめおかちょう）は、宮城県仙台市青葉区に所在する町名であり、旧仙台区川内亀岡町に相当する。古くは坊主町とも記された。郵便番号は980-0865。住民基本台帳に基づく人口は835人、世帯数は616世帯（2025年1月1日現在）。

## 地理
仙台市の東部、仙台市青葉区の東部に位置し、東部で川内元支倉や川内と、南部および西部で荒巻と、北部で川内三十人町と接する。川内地区の西端を占めており、台原段丘面に位置している。

## 歴史

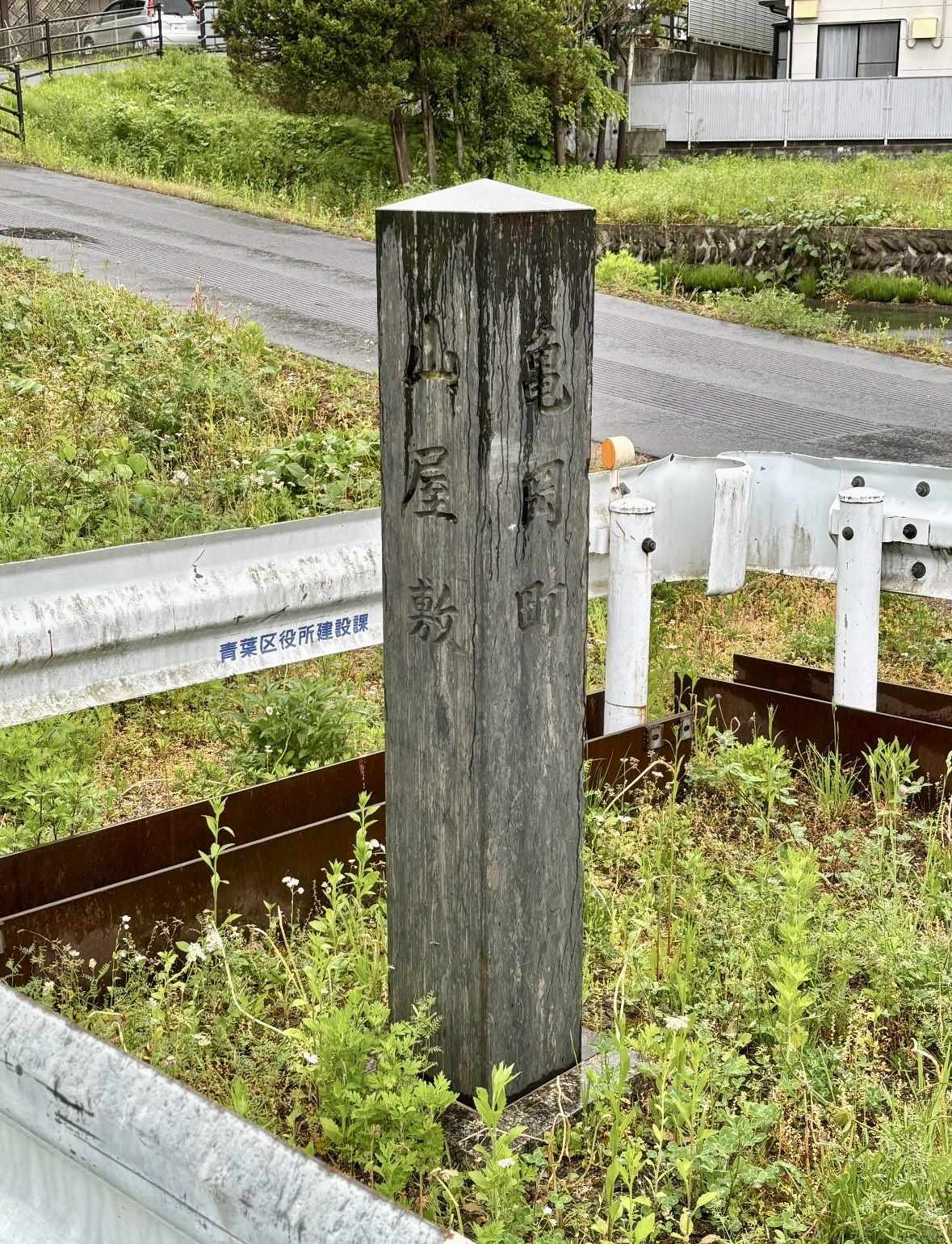
仙台市町名通名辻標65番亀岡町／山屋敷

江戸期初期は、川内地域の他の町と同様に侍屋敷が置かれており、寛文から延宝年間の絵図では光明院や比丘尼寺などが見えていたが、1683年（天和3年）に梁川にあった亀岡八幡宮が同心町より遷座するに伴い、光明院は同心町へ移転し、以降、川内亀岡町は亀岡八幡神社の門前町となった。そして、川内亀岡町には、川内地区で唯一の町人町が形成され、仙台藩四代藩主伊達綱村から、酢の専売を許された。
町の長さは一町、仙台城下町方二十四町の序列は21番目、封内風土記によれば宅地30、市人164口であったとされる。
亀岡山の頂に亀岡八幡の社屋がつくられ、山裾きは別当寺の真言宗石上山積宝寺千手院やその塔頭寺院である秀明院、竜性院、福蔵院、普明院、慈照院、無量院などが並んで寺院街を形成していた。

### 沿革
- 1683年（天和3年） - 亀岡八幡宮が当地に移転される[7][9]。
- 1689年6月22日（元禄2年5月6日） - 松尾芭蕉と河合曽良が当地を訪れる[9]。
- 1871年（明治4年7月） - 亀岡八幡宮が村社に列する[9]
- 1878年（明治11年） - 仙台区に所属[7]。
- 1889年（明治22年）4月1日 - 仙台区が市制施行し、仙台区川内山屋敷が仙台市川内区川内亀岡町となる[10]。
- 1895年（明治28年） - 仙台市川内区が仙台市第9区となる[7]。
- 1940年（昭和15年） - 仙台市第9区が廃止される[7]。
- 1945年（昭和20年） - 仙台空襲により亀岡八幡宮社殿焼失[11]。
- 1989年（平成元年）
  - 仙台市が政令指定都市に指定され、川内亀岡町が青葉区に所属する[12]。
  - 隣接する川内山屋敷に所在する平間酒店前に「仙台市町名通名辻標65番亀岡町／山屋敷」が建てられる[13]。

### 地名の由来
川内亀岡町の「亀岡町」は亀岡八幡宮が所在していたことに由来するとされる。
なお、亀岡八幡宮の名は、伊達家の祖である伊達朝宗が源頼朝から伊達郡を賜った際、鶴岡八幡宮を居城の近くに勧請し、社を造営していたときに霊亀が現れたことを由来とする。なお、この亀岡八幡宮はのちに梁川に移され、最終的には現在の川内亀岡町の地に移された。

## 交通

### 道路
- 国道48号 - 北端を通過する。

### 鉄道
域内に鉄道駅は存在しない。最寄駅は仙台市地下鉄東西線川内駅が挙げられる。

### バス
- 仙台市営バス[14]
  - 70系統（川内駅-北仙台駅・地下鉄北仙台駅）
  - 80系統（桜ケ丘七丁目-川内営業所）
  - 730系統他（仙台駅前-市営バス川内営業所前）

## 学区
川内亀岡町に在住する学生は公立小中学校の場合、仙台市立立町小学校および仙台市立第二中学校へと進学する。

## 寺社仏閣
- 亀岡八幡宮 - 川内亀岡町62に所在[16]。1189年に伊達朝宗が伊達郡高子岡城に鶴岡八幡宮を勧請したことが起源とされる[9]。祭神は応神天皇と神功皇后、玉依姫である[9]。

## 人口
2025年（令和7年）1月1日現在の世帯数と人口は以下の通りである。
| 町丁       | 世帯数〔世帯〕 | 総人口〔人〕 |
| ---------- | -------------- | ------------ |
| 川内亀岡町 | 616            | 835          |

## 川内亀岡通
川内亀岡通（かわうちかめおかどおり）は江戸期に川内に存在していた町名で、亀岡町に通じる道という意味で川内澱橋通から広瀬川右岸沿いに東西に通じていた。
寛文期以後は、多くの侍屋敷が割り出され、白川氏、坂氏、大和田氏など上中級家臣の屋敷が多く設置されていた。明治以後、当地には日本陸軍の施設が多くつくられ、戦後、米軍川内キャンプを経て、川内亀岡通が存在していた場所には東北大学川内キャンパスが設置された。